# Chavinillo

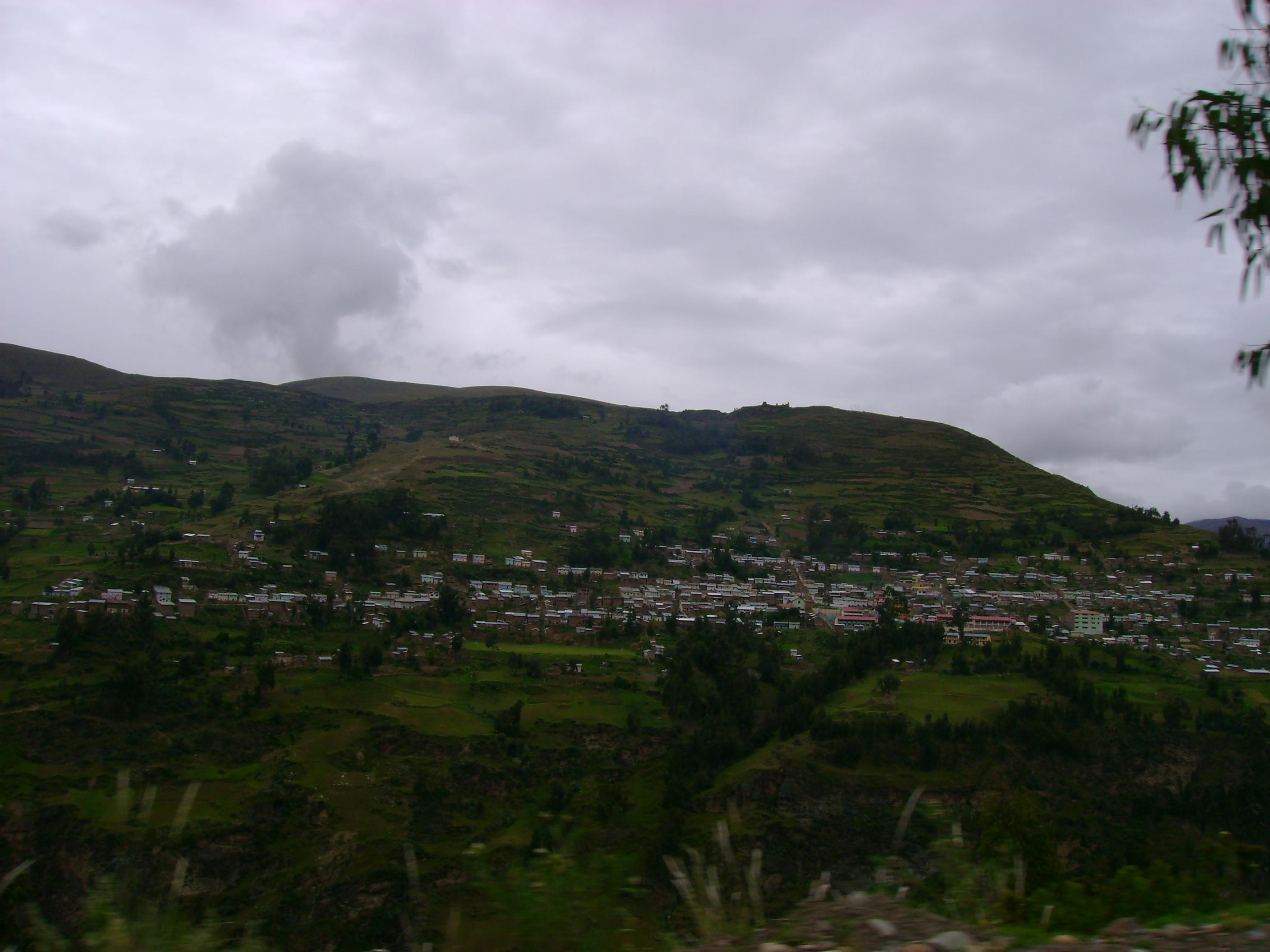
Vista de Chavinillo.

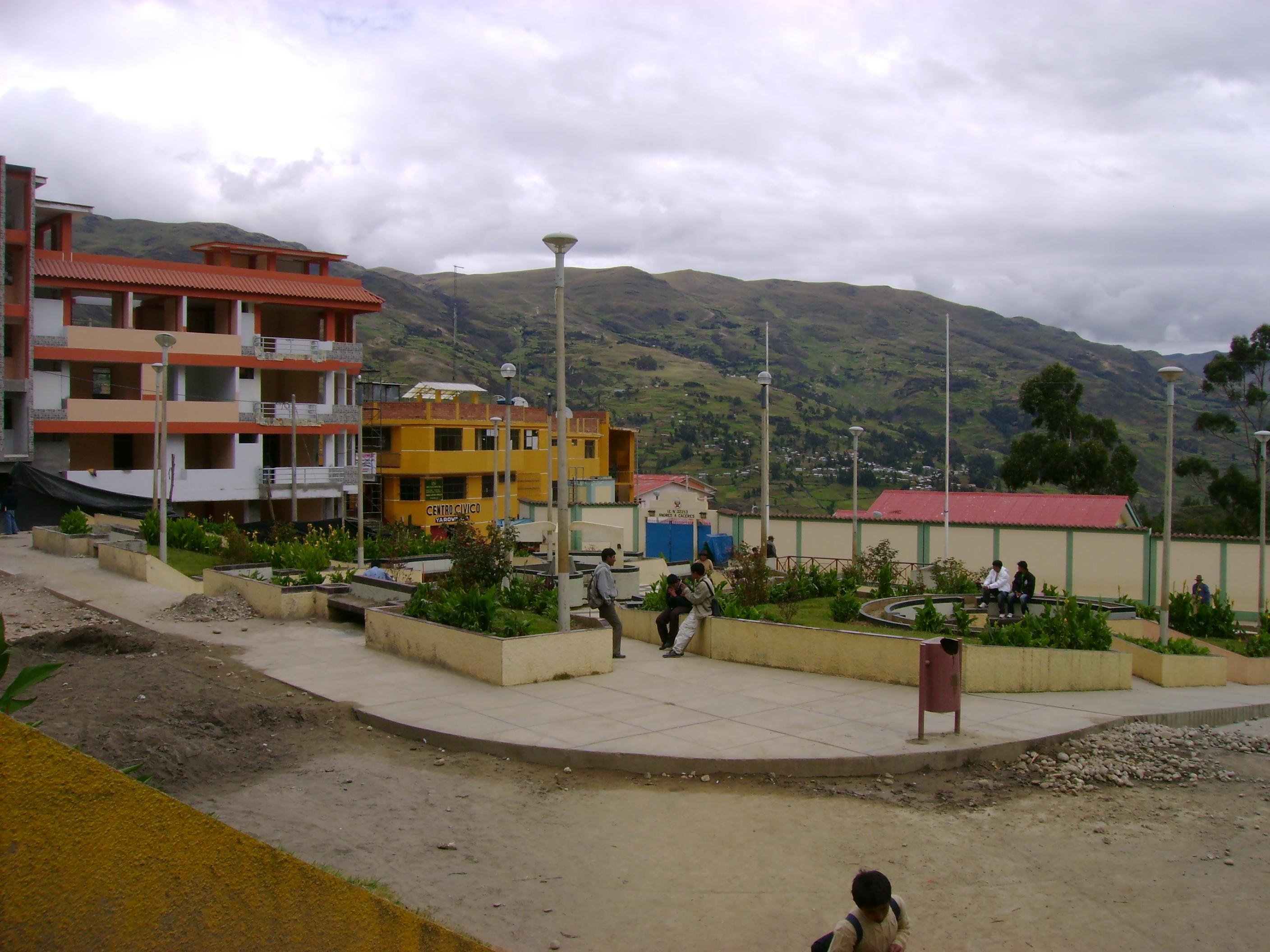
La plaza Mayor en remodelación.

Chavinillo es una localidad peruana capital del distrito de Chavinillo ubicado en la provincia de Yarovilca en el departamento de Huánuco.

## Etimología
Chavinillo, proviene de la palabra quechua "CHAWIN" que en español significa: Centro o Interior y agregando la partícula diminutiva de la lengua castellana: "ILLO" se compone CHAVINILLO es decir pequeño Chavín; se supone que además los españoles convirtieron la "W" en "V". Es posible también que provenga de Chavin hillo: En el centro de la población existió un manantial en donde los viajeros saciaban su sed, es posible que un viajero de Chavín en el manantial dejó un pedazo de hilo y el poblador dijo chavin hilo.

## Historia
Este pueblo era de enlace entre el Callejón de Conchucos y la ciudad de Huánuco, de la cual dista 69 km, porque en la antigüedad era punto de descanso para los viajeros en el manantial mencionado anteriormente. Con la creación de la Provincia de Yarowilca en 1995 con el desmembramiento de la Provincia de Dos de Mayo, pasó de ser un distrito más a ser la capital de la nueva provincia en la actualidad.

## Geografía

### Ubicación
Las coordenadas son: 9°51′32.33″S 76°36′28.73″O / -9.8589806, -76.6079806. Se encuentra a 3480 m s. n. m. emplazado en la parte alta del margen derecho del aun torrentoso y joven río Marañón, que corresponde al flanco occidental de la cadena central de los andes norteños peruanos.

### Clima
| Parámetros climáticos promedio de Chavinillo | Parámetros climáticos promedio de Chavinillo | Parámetros climáticos promedio de Chavinillo | Parámetros climáticos promedio de Chavinillo | Parámetros climáticos promedio de Chavinillo | Parámetros climáticos promedio de Chavinillo | Parámetros climáticos promedio de Chavinillo | Parámetros climáticos promedio de Chavinillo | Parámetros climáticos promedio de Chavinillo | Parámetros climáticos promedio de Chavinillo | Parámetros climáticos promedio de Chavinillo | Parámetros climáticos promedio de Chavinillo | Parámetros climáticos promedio de Chavinillo | Parámetros climáticos promedio de Chavinillo |
| Mes                                          | Ene.                                         | Feb.                                         | Mar.                                         | Abr.                                         | May.                                         | Jun.                                         | Jul.                                         | Ago.                                         | Sep.                                         | Oct.                                         | Nov.                                         | Dic.                                         | Anual                                        |
| -------------------------------------------- | -------------------------------------------- | -------------------------------------------- | -------------------------------------------- | -------------------------------------------- | -------------------------------------------- | -------------------------------------------- | -------------------------------------------- | -------------------------------------------- | -------------------------------------------- | -------------------------------------------- | -------------------------------------------- | -------------------------------------------- | -------------------------------------------- |
| Temp. máx. media (°C)                        | 17.2                                         | 16.5                                         | 16.5                                         | 17.6                                         | 17.8                                         | 18.2                                         | 18.6                                         | 19                                           | 18.7                                         | 18.3                                         | 18.3                                         | 17.9                                         | 17.9                                         |
| Temp. media (°C)                             | 11                                           | 10.8                                         | 10.6                                         | 10.9                                         | 10                                           | 9.2                                          | 9.3                                          | 9.9                                          | 10.6                                         | 10.9                                         | 11.2                                         | 10.9                                         | 10.4                                         |
| Temp. mín. media (°C)                        | 4.8                                          | 5.1                                          | 4.8                                          | 4.2                                          | 2.3                                          | 0.3                                          | 0                                            | 0.8                                          | 2.5                                          | 3.6                                          | 4.1                                          | 4                                            | 3                                            |
| Fuente: climate-data.org                     |                                              |                                              |                                              |                                              |                                              |                                              |                                              |                                              |                                              |                                              |                                              |                                              |                                              |

## Infraestructura y servicios
El centro poblado cuenta con servicio de agua, desagüe y alcantarillado, alumbrado público mediante energía eléctrica. Cuenta con una comisaría.
En telecomunicaciones tiene cobertura celular mediante la operadora Movistar y acceso al Internet. Ahora último también se ha instalado la operadora Claro desde 2012.y también bitel en el 2014

## Agencias Bancarias
- Banco de la Nación

## Transporte y vías de comunicación
Es la última escala más importante para llegar a Huánuco, desde las localidades de las provincia de Dos de Mayo y Huamalíes (principalmente La Unión y Llata) y viceversa. También puede llegarse directamente desde Lima. Actualmente la carretera que lo interconecta con La Unión, esta pavimentada y asfaltado en todo su trayecto.

### Empresa de Transportes
- Royal Bus
- Expreso Aquiles
- Cruz Azul

## Turismo
Es punto de acceso a las ruinas de Mazur, ubicado en la cumbre del cerro, en donde se emplaza la ciudad. Cuenta con hospedajes y restaurantes.

## Deportes
El deporte más practicado por los pobladores es el fútbol. 
Clubes: 
- San Juan de Chavinillo.
- San Cristóbal de Mazúr.
- León de Chavinillo.